# Asnage Castelly
Asnage Castelly (ur. 29 marca 1978)  – haitański zapaśnik walczący w obu stylach. Olimpijczyk z Rio de Janeiro 2016, gdzie zajął dziewiętnaste miejsce w kategorii 74 kg, w stylu wolnym.
Zajął 41. miejsce na mistrzostwach świata w 2015. Siódmy na igrzyskach panamerykańskich w 2015 i na mistrzostwach panamerykańskich w 2006 roku.
Chorąży reprezentacji na igrzyskach 2016 roku.